# Vetkelkje
Vetkelkje (Marsupella) is een geslacht uit de vetkelkjesfamilie (Gymnomitriaceae). 

## Kenmerken
De planten groeien min of meer rechtop. De bladeren groeien dwars, staan los van de stengel en zijn door een korte insnijding in twee lobben verdeeld. Onderbladeren zijn niet aanwezig. De hoeken van de cellen zijn driehoekig verdikt. Elke cel bevat twee tot drie olielichamen. De sporen hebben een diameter van acht tot twaalf micrometer.

## Verspreiding
Het geslacht heeft een kosmopolitische verspreiding, maar voornamelijk op het noordelijk halfrond.

## Soorten
Het geslacht bevat onder meer de volgende soorten:
- Marsupella adusta
- Marsupella aquatica
- Marsupella boeckii
- Marsupella commutata
- Marsupella emarginata (gewoon vetkelkje)
- Marsupella funckii (tenger vetkelkje)
- Marsupella ramosa
- Marsupella sparsifolia
- Marsupella sphacelata
- Marsupella sprucei